# André Guilcher
André Guilcher, né le 19 mai 1913 à Brest où il est mort le 4 décembre 1993, est un géographe français.

## Biographie
Ancien khâgneux du lycée Louis-le-Grand de Paris, élève d'Emmanuel de Martonne qui a dirigé son doctorat d'État sur le relief de la Bretagne méridionale (1948) et dont il sera le dernier élève, maître de conférences puis professeur en géographie à l'université de Nancy (1947-1957), à l'Institut de géographie de Paris (Sorbonne) (1957-1970), puis à l'université de Bretagne-Occidentale (Brest) (1970-1981), il a publié sur presque tous les littoraux, avec une prédilection pour les rivages des îles du pacifique et d'une façon générale pour les littoraux calcaires.
Géographe du littoral, il est aussi souvent cité comme l'un des géographes français majeurs dans la connaissance des mers et océans,. Il a produit une œuvre abondante (presque 650 titres, 9885 pages, principalement dans des articles scientifiques plus que des ouvrages). L'ensemble de ses publications a été présenté par le géographe François Carré dans une notice bibliographique exhaustive publiée en mémorandum dans la revue Norois à la suite du décès d'André Guilcher.
Il est connu pour sa participation au comité de rédaction de la revue Norois (40 chroniques annuelles océanographiques de 1954 à 1993, année de sa disparition, répertoriant les articles parus dans le monde entier) dès sa fondation en 1954 et à de nombreuses autres du monde entier, et auprès du public étudiant ou cultivé, d'abord par sa contribution à la géographie de l'Europe du Nord-Ouest puis par ses ouvrages fondateurs sur l'océanographie, la morphologie littorale et sous-marine, et les coraux (ce dernier en langue anglaise seulement).
Il a dirigé des thèses sous toutes les latitudes, Méditerranée, Pacifique, Madagascar, Écosse, Irlande, Pays de Galles, Galice, Islande, Canada, Spitzberg. Parmi les géographes dont il a dirigé les thèses, figurent de nombreux noms de la géographie des mers et des océans d'une part, de la géographie des littoraux d'autre part : notamment François Carré et François Doumenge concernant les pêches, Jean-René Vanney (géographe spécialiste des mers et des océans, auteurs de plusieurs ouvrages-clefs sur la géographie maritime, souvent considéré comme le "successeur" d'André Guilcher) et Jean-Pierre Pinot concernant la morphologie des plates-formes continentales, Alain Miossec et Fernand Verger concernant la morphologie littorale.
Ce géographe français, voyageur infatigable à travers la planète, bilingue français-anglais, s'exprimant en latin dans les universités anglaises et polonaises, amateur des lettres anciennes grecques, souvent consulté comme expert international, est un chercheur à réputation mondiale plongeant avec Jacques-Yves Cousteau depuis la Calypso dès 1950 sur les récifs coralliens en Mer Rouge et ayant enseigné dans diverses universités étrangères du Canada et des États-Unis. Il a publié 650 articles et dirigé de 1961 à 1980 les campagnes du Kornog, un chalutier de recherche pour l'étude de l'exploitation halieutique des mers et des côtes qu'il avait fait construire. « Guilcher fut l’un des rares chercheurs embarqué sur des navires océanographiques soviétiques, témoignage fort de sa reconnaissance internationale ».
Pour beaucoup de géographes, le travail d'André Guilcher n'a pas été connu à sa juste valeur. Dans l'introduction de L'imaginaire marin des Français. Mythe et géographie de la mer, le géographe Michel Roux montre que la non-réédition de Précis d'hydrologie marine et continentale d'André Guilcher (1965) ne tient pas à la qualité ou l'importance de l'ouvrage, mais plutôt à la place des mers et océans comme objets de recherche dans la géographie française, et même plus généralement dans la société française : « Quant à ceux qui ont pris les mers comme objets de recherche, au sein des laboratoires d'hydrologie ou de géographie humaine, ils n'ont pas trouvé une audience à la hauteur de leurs travaux. Il suffit pour cela […] de prendre acte du fait que le célèbre livre de Guilcher, Précis d'hydrologie marine et continentale, n'est plus réédité. » Si André Guilcher ne fait pas partie des noms les plus connus de la géographie française, il devient incontournable dans les travaux sur la géographie des mers et des océans où il est systématiquement cité et référencé.
À la suite de ses recherches sur les récifs coralliens, un de ses collègues le professeur Pierre Fourmanoir a baptisé Lutjanus Guilcheri une espèce de poisson découverte en 1959 dans l'Océan indien. Couronné par la Société de géographie de Paris, l'Institut océanographique, l'Académie des sciences, la Société géologique de Belgique, la Royal Geographical Society de Londres, l'université de Liège, de Columbia (États-Unis) et de nombreuses sociétés savantes, il était chevalier de la Légion d'honneur et titulaire de la Croix de Guerre 1939-45.
Un amphithéâtre de 400 places porte son nom dans l'UFR de Lettres et Sciences Humaines de l'université de Bretagne-Occidentale à Brest, ainsi qu'une rue de Plouvien dans le Finistère-Nord.
Breton, originaire de l'île de Sein, il a consacré de nombreux articles à la Bretagne, à la langue bretonne (certains en langue bretonne) et à la défense de la nature, des côtes et du milieu marin.

## Thèmes de recherche
Ces thèmes de recherches étaient variés, et englobaient l'ensemble des problématiques littorales et maritimes : morphologie littorale et sous-marine, hydrologie et géographie des pêches, étude des récifs coralliens. « Son autorité lui permit de couvrir presque tous les champs de la géographie des mers et des côtes, depuis la pêche jusqu'aux prémices de la gestion intégrée, soucieux qu'il était d'une protection plus accentuée de ces milieux fragiles ». Il est ainsi souvent présenté comme un géographe de la mer majeur,,, aux côtés de son prédécesseur Camille Vallaux notamment, mais aussi des géographes qu'il a contribué à former (comme Alain Miossec, François Carré ou Jean-René Vanney concernant la géographie des mers et des océans). « Si un géographe fut d'abord un spécialiste des océans, c'est bien lui [André Guilcher] [...]. Cette attraction pour le large et les profondeurs océans fut d'ailleurs une constante puisqu'il rédigea chaque année dans la revue Norois une chronique océanographique ». Parallèlement, il est considéré comme un géographe important dans l'étude des littoraux.

## Archives et fonds
En 1994, André Guilcher a fait don de certains ouvrages et de collections de revues en breton (en vannetais en particulier) à la Bibliothèque Yves-Le Gallo  du Centre de recherche bretonne et celtique (CRBC) de l'université de Bretagne-Occidentale.